# Vladimir Furdik
Validmir Furdik est un cascadeur et acteur slovaque né le 1er juillet 1970 à Bratislava.

## Filmographie

### Acteur

#### Cinéma
- 1997 : Crazy Six
- 2000 : Cœur de dragon : Un nouveau départ : une sentinelle
- 2007 : La Dernière Légion : l'exécuteur
- 2010 : Prince of Persia : Les Sables du Temps : le grenadier Hassansin
- 2011 : Sherlock Holmes : Jeu d'ombres : Andrzej
- 2012 : Prometheus : le deuxième mercenaire

#### Télévision
- 1995 : Desideria et le Prince rebelle : Prince Sigismondo (2 épisodes)
- 2004 : La Femme mousquetaire : Gaspar (2 épisodes)
- 2016-2019 : Game of Thrones : Le Roi de la nuit (5 épisodes)
- 2020 : Strike Back : l'homme de main (1 épisode)

### Cascadeur
- 1990 : Tremors
- 1993 : Les Trois Mousquetaires
- 1996 : Cœur de dragon
- 1996 : Omega Doom
- 1996 : La Légende d'Aliséa
- 1996 : La Caverne de la rose d'or : 1 épisode
- 1997 : La Princesse et le Pauvre
- 1997 : Le Pacificateur
- 1997 : Crazy Six
- 1999 : Jeanne d'Arc
- 1999 : Caraibi : 4 épisodes
- 2000 : Cœur de dragon : Un nouveau départ
- 2001 : Attila le Hun : 2 épisodes
- 2001 : En territoire ennemi
- 2001 : 1943, l'ultime révolte
- 2003 : Hélène de Troie
- 2004 : La Sanfelice
- 2004 : La Femme mousquetaire : 2 épisodes
- 2004 : Frankenstein : 2 épisodes
- 2005 : Kingdom of Heaven
- 2005 : Siegfried
- 2006 : Tristan et Yseult
- 2006 : After...
- 2006 : Eragon
- 2006 : Wolfhound, l'ultime guerrier
- 2007 : Naresuan
- 2007 : La Dernière Légion
- 2007 : Stardust, le mystère de l'étoile
- 2007 : Melech Shel Kabzanim
- 2007 : Guerre et Paix : 4 épisodes
- 2008 : Le Monde de Narnia : Le Prince Caspian
- 2008 : Chroniques d'Erzebeth
- 2008 : La Momie : La Tombe de l'empereur Dragon
- 2009 : Tarass Boulba
- 2009 : Solomon Kane
- 2010 : Prince of Persia : Les Sables du Temps
- 2010 : Robin des Bois
- 2011 : Le Dernier des Templiers
- 2011 : L'Aigle de la Neuvième Légion
- 2011 : Cheval de guerre
- 2011 : Sherlock Holmes : Jeu d'ombres
- 2012 : John Carter
- 2012 : Prometheus
- 2012 : Blanche-Neige et le Chasseur
- 2012 : Skyfall
- 2013 : Spartacus : Le Sang des gladiateurs : 3 épisodes
- 2013 : Thor : Le Monde des ténèbres
- 2014 : Noé
- 2014 : Hercule
- 2014 : Exodus: Gods and Kings
- 2015-2019 : Game of Thrones : 16 épisodes
- 2016 : Le Chasseur et la Reine des glaces
- 2019 : The Witcher : 8 épisodes
- 2021 : Le Dernier Duel (The Last Duel)
- 2021 : Dampyr
- 2021 : Christmas Thieves